# Fox Networks Group
Fox Networks Group (früher Fox International Channels) ist eine Tochtergesellschaft der Fox Entertainment Group für Fernsehen und Kabel. Das Unternehmen produziert und vertreibt 300 Unterhaltungs-, Sport- und Filmkanäle in 45 Sprachen in Lateinamerika, Europa, Asien und Afrika mit verschiedenen Marken, darunter Fox, Star India, Fox Sports, Fox Life und National Geographic Channel, Fox Movies Premium, Star Movies, Baby TV, Star Plus und STAR Gold. Diese Marken erreichen weltweit rund 1,725 Milliarden Haushalte. Die Band besitzt auch Fox Play und Nat Geo Play in verschiedenen Ländern.
Aufgrund des Kaufangebots von Disney und der US-amerikanischen Monopolregeln wird diese Tochtergesellschaft aufgeteilt, um zu verhindern, dass Disney zwei Netzwerke hat und die Fox Broadcasting Company zu einem unabhängigen Unternehmen wird.

## Geschichte
Am 5. Oktober 2010 erneuert Disney seinen Filmvertriebsvertrag in Asien mit Fox International Channels. Am 21. Oktober 2013 kaufte Fox International Channels mehrere Disney-Serien für seine asiatischen Pay-Kanäle, darunter Marvel’s Agents of S.H.I.E.L.D. und Once Upon a Time in Wonderland.
Im Dezember 2014 fusionieren die Fox Television Studios und die Fox 21 Television Studios, weil beide Studios dasselbe Ziel haben, die Produktion für Kabelfernsehen.
Im Januar 2016 wurde Fox Networks Group eine neue Organisation in drei Divisionen angekündigt: Fox Networks Europe Group, Fox Networks Group Lateinamerika und Fox Networks Group Asia. Infolge dieser Umstrukturierung wird die Marke Fox International Channels eingestellt.
Am 23. November 2017 sagt WWE, dass es im Gespräch mit Disney, Fox und anderen Netzwerken ist, mehr Programme zu senden, da es sich dem Ende seines Vertrags mit NBCUniversal nähert, der für September 2019 geplant ist.

## Aktiva
- Fox Television Stations, auch bekannt als Fox Television Stations Group.
  - MyNetworkTV
  - Movies! (50 %)

### Gruppe Fox Television
- Fox Broadcasting Company
- 20th Century Fox Television
  - Fox 21 Television Studios
  - 20th Television
    - Lincolnwood Drive, Inc.

  - Fox Television Animation

### Gruppe Fox Networks
- FX Networks
  - FX
  - FXX
  - FXM
  - FX Productions
- Baby TV
- Fox Digital Media
- Fox News Channel
- Fox Business Network

### Gruppe Medien Fox Sports
- Fox Sports Networks
  - Arizona
  - Detroit
  - Florida/Sun
  - Midwest
  - North
  - Ohio/SportsTime Ohio
  - South/Fox Sports Southeast
  - Southwest
  - West/Prime Ticket
  - Wisconsin
  - YES Network (80 % Beteiligung)
- Fox Soccer Plus
- Fox College Sports
- Fox Deportes
- Big Ten Network (in einem Joint Venture mit der Big Ten Conference)
- Fox Sports 1
- Fox Sports 2

### National Geographic Kanal
- National Geographic Channel (US) (67 %)
- National Geographic Channel (International) (50 %)
- Nat Geo Wild

## International

### Fox Networks Group Europe

#### France
- National Geographic Channel (HD)
- Nat Geo Wild (HD)
- Voyage (HD)
- Baby TV
- FOX Play: On-Demand-Service (CANAL-Angebote) ab 27. Juni 2017
- Nat Geo Play (Kurz)

Alte Ketten:
- Fox Life
- Nat Geo Music

#### Portugal
- Fox (HD)
- Fox Life (HD)
- Fox Crime (HD)
- Fox Comedy (HD) (FX am 18. November 2015 ersetzt)
- Fox Movies (HD)
- National Geographic Channel (HD)
- Baby TV
- 24 Kitchen (HD)

Alte Ketten:
- FX (HD) (Ersetzt durch Fox Comedy am 18. November 2015)
- Nat Geo Music

Eine europäische Version von Nat Geo Wild wird ausgestrahlt, Portugal hat keine eigene Version dieses Kanals.